# Lien, Skinnskattebergs kommun
Lien är en sjö i Riddarhyttan i Skinnskattebergs kommun i Västmanland och ingår i Norrströms huvudavrinningsområde. Sjön är 28 meter djup, har en yta på 1,4 kvadratkilometer och befinner sig 156,1 meter över havet. Sjön avvattnas av vattendraget Forsån. Vid provfiske har bland annat abborre, gers, gädda och gös fångats i sjön.
Sjön är Sveriges största moränsjö.[källa behövs] Den är vattentäkt för Riddarhyttan. Fiskbeståndet är gott och storvuxen abborre är vanligt förekommande.

## Delavrinningsområde
Lien ingår i delavrinningsområde (663310-148299) som SMHI kallar för Utloppet av Lien. Medelhöjden är 188 meter över havet och ytan är 10,37 kvadratkilometer. Det finns ett avrinningsområde uppströms, och räknas det in blir den ackumulerade arean 46,32 kvadratkilometer. Forsån som avvattnar avrinningsområdet har biflödesordning 4, vilket innebär att vattnet flödar genom totalt 4 vattendrag innan det når havet efter 235 kilometer. Avrinningsområdet består mestadels av skog (73 procent). Avrinningsområdet har 1,49 kvadratkilometer vattenytor vilket ger det en sjöprocent på 14,3 procent. Bebyggelsen i området täcker en yta av 0,78 kvadratkilometer eller 7 procent av avrinningsområdet.

## Fisk
Vid provfiske har följande fisk fångats i sjön:
- Abborre
- Gärs
- Gädda
- Gös
- Lake
- Mört
- Nors
- Öring